# Anemone poilanei
Anemone poilanei là một loài thực vật có hoa trong họ Mao lương. Loài này được Gagnep. mô tả khoa học đầu tiên năm 1929.